# Chlumek
Chlumek là một làng thuộc huyện Žďár nad Sázavou, vùng Vysočina, Cộng hòa Séc. Dân số ở làng này là 183 người (năm 2013)